# Зайцев, Александр Николаевич (бизнесмен)
Александр Николаевич Зайцев (бел. Аляксандр Мікалаевіч Зайцаў; род. Ружаны) — белорусский предприниматель, владелец ряда торговых, логистических и промышленных компаний, а также футбольных клубов «Динамо-Брест» (2016—2020 гг.), «Рух». Бывший госслужащий. Совместно с Николаем Воробьём и Алексеем Олексиным владеет компанией «Бремино групп» — оператором особой экономической зоны «Бремино-Орша», а также других логистических комплексов. Бывший помощник Лукашенко.
После 2020 года Зайцев и его компании попали под санкции всех стран Европейского союза и США. Из-за «получения выгоды от режима Лукашенко и поддерживая его, в том числе в российской агрессии против Украины» во время российско-украинской войны находится под персональными международными санкциями Канады, Швейцарии, Японии, Украины, Новой Зеландии.

## Биография
Подробности биографии неизвестны, почти вся информация известна только с его собственных слов.
Родился в посёлке Ружаны, вероятно в семье офицера-ракетчика.
В 1993 году поступил в Белорусский государственный экономический университет на факультет менеджмента (специальность — экономика и управление производством). Закончил Белорусский государственный экономический университет в 1997 году.
Работал в ряде коммерческих структур и независимых СМИ Беларуси на управленческих и консультационных должностях («Белорусский рынок», «Белорусская деловая газета», журнал «Дело», Информационное агентство R.I.D.).
С июля 1998 года возглавлял группу, а позднее сектор мониторинга и информационного обеспечения руководства Министерства экономики Республики Беларусь (НИЭИ Минэкономики РБ, бывший Госплан БССР).
С сентября 1999 года и в начале 2000-х был заместителем директора Информационно-ресурсного центра по проблемам европейской интеграции Европейского гуманитарного университета, занимался проблемами постиндустриальной экономики в минском Институте проблем человека. Заместитель редактора и автор статей Альманаха «Геополитика», монографии «Экономика глобальных технологий» (2004) (в которой обильно ссылается на Иноземцева и Делягина). В 2002—2004 годах во время работы в ЕГУ вёл блог в Живом Журнале под именем zaytsev и asiana22.
Некоторое время работал в Совете Министров Республики Беларусь.
С 2004 года до конца 2000-х годов был помощником либо советником премьер-министра («англ. Chief Adviser of the Secretariat of the Prime-minister of Belarus») Сергея Сидорского, входил в комиссию по аттестации руководящих кадров.
Работая в Совете Министров, познакомился с Сергеем Румасом, который впоследствии стал премьер-министром.
По неподтверждённой информации, работал также помощником Виктора Лукашенко — старшего сына президента Александра Лукашенко и его помощника по национальной безопасности. Издание «Ежедневник» называет его бывшим сотрудником Министерства иностранных дел.
Первые упоминания в СМИ о Зайцеве в качестве предпринимателя относятся к 2010-м годам. В 2018 году в одном из немногочисленных интервью Зайцев заявил, что он «лет 10 как резидент Объединённых Арабских Эмиратов», где сосредоточены его основные бизнес-интересы. К 2013 году относится основание «Бремино Групп» совместно с Николаем Воробьём (впоследствии к двум учредителям присоединился Алексей Олексин). В 2017 году издание «Ежедневник» поставило Зайцева на 69-е место в «ТОП 200 успешных и влиятельных бизнесменов Беларуси», в 2019 году — на 10-е место.
В 2016 году Sohra Group — компания Зайцева, зарегистрированная в ОАЭ, — получила контрольный пакет акций футбольного клуба «Динамо-Брест». Первоначально новым владельцем клуба представился «шейх Поль Даэр», вскоре журналисты узнали о том, что клубом фактически управляет Зайцев, а затем это было признано официально. В 2018 году Зайцев так охарактеризовал покупку:
В детстве болел за брестское «Динамо». Когда несколько лет назад клуб мог стать банкротом и вылететь из высшей лиги чемпионата Беларуси, мне стало обидно за такое положение дел. Это была дань детству, если хотите (из интервью tut.by)
В конце 2020 года Зайцев перестал спонсировать «Динамо-Брест», которое благодаря его ежегодным вложениям в размере примерно $10 миллионов выиграло чемпионство в 2019 году, и сфокусировался на опеке «Руха», клуба практически созданного им с нуля.
Зайцев является почётным консулом Замбии в Беларуси.
По данным «Беларусского расследовательского центра», в 2002 году Александр Зайцев женился на Ольге Громыко (писательница, автор книг в жанре фэнтези), а в 2011 году супруги оформили фиктивный развод. У Александра и Ольги есть сын.

## Активы
Крупнейшие активы Зайцева — многопрофильная Sohra Group (ОАЭ) и доля в белорусской «Бремино Групп», которой он владеет на паритетных началах с Николаем Воробьём и Алексеем Олексиным.
Расследователи издания «Проект» и «Nexta» утверждают, что «Бремино Групп» с 2014 года занимается поставкой европейских продуктов («санкционки») в Россию в нарушение российского эмбарго.
«Бремино Групп» первоначально строила логистические комплексы на белорусско-польской границе, в Брузгах и Берестовице. Затем был анонсирован проект по созданию крупного мультимодального промышленно-логистического комплекса в Оршанском районе Витебской области — застройка территории бывшего военного аэродрома Болбасово и прилегающей территории. После того как «Бремино Групп» начала реализацию этого проекта, в 2018—2019 годах он получил различные льготы. Указ Президента Республики Беларусь от 31 декабря 2018 года № 506 «О развитии Оршанского района Витебской области» освободил предприятия района от уплаты НДС при ввозе технологического оборудования, снизил отчисления на пенсионное страхование, платёж в Фонд социальной защиты населения, размер арендной платы за земельные участки, ввёл мораторий на проведение выборочных проверок. Указ Президента Республики Беларусь от 21 марта 2019 года № 106 «О создании особой экономической зоны „Бремино-Орша“» ввёл специальный правовой режим для комплекса этой компании на 50 лет. Резиденты были освобождены от налога на прибыль в отношении прибыли от реализации товаров, работ, услуг на территории ОЭЗ на 9 лет, от налога на недвижимость на 20 лет, от подоходного налога, налога на дивиденды и приравненные к ним доходы в течение 5 лет с момента объявления прибыли, от НДС и таможенной пошлины при ввозе различного оборудования и транспорта, а также были предоставлены иные льготы и преференции. Экономист Ярослав Романчук сравнил получивших льготы и преференции владельцев «Бремино Групп» с «протоолигархами», которые при поддержке государства «превращаются в полноценных олигархов».
По состоянию на 2019 год другие активы Зайцева (по данным «Ежедневника») включают компанию по дистрибуции машиностроительной продукции Sohra Overseas (занимается преимущественно поставками белорусской продукции в страны Персидского залива), компании по переработке и торговле удобрениями (Руденский удобренческий завод, Эй Зи Фертилайзер, ОМУ-Бел и другие), кварцевым песком (Белгрит), в сфере недвижимости (Сохра Эстейт), по дистрибуции рыбы в российском Архангельске. Совместно с «Белспецвнештехникой» и некоей латвийской компанией структуры Зайцева владеют компанией «БСВТ-новые технологии», которая занимается разработкой и выпуском оптическо-электронных приборов. Одна из дочерних компаний Sohra Group Зайцева — Sohra Mining — занимается разведкой и готовится к началу промышленной добычи золота в Гане и Судане (концессии на месторождения в Судане были предоставлены президентом Омаром аль-Баширом).
Согласно расследованию OCCRP, Siena и Белсата, Олексин и Зайцев в 2012 году получили в Литве вид на жительство и открыли там несколько компаний. Хотя эти компании работали без заметной деловой активности и без персонала, через их счета провели более 46 миллионов евро.
Зайцев является организатором музыкального фестиваля «Солнцестояние» и зарегистрировал на своё имя его товарный знак.

## Международные санкции
В июне 2021 года Зайцев как аффилированный с Александром Лукашенко и Виктором Лукашенко и получающий от этого выгоды бизнесмен был включён в Чёрный список ЕС. Также под санкции ЕС попали ООО «Сохра» и ООО «Бремино групп» как компании Зайцева, «извлекающие выгоду от режима Лукашенко». Кроме того, Зайцева, «Сохру» и «Бремино групп» в свой санкционный список включила Канада. В июле 2021 года ООО «Сохра», ООО «Бремино групп» и сам Зайцев были внесены в санкционный список Швейцарии. 6 июля 2021 года к июньскому пакету санкций ЕС присоединились Албания, Исландия, Лихтенштейн, Норвегия, Северная Македония, Черногория.
В августе 2021 года ООО «Бремино групп» было внесено и в санкционный список специально обозначенных граждан и заблокированных лиц США.
24 февраля 2022 года, после начала вторжения России на Украину, Зайцев и ООО «Сохра» тоже были включены в санкционный список США, а в марте того же года Зайцев попал под санкции Новой Зеландии и Японии (последняя наложила санкции также на «Бремино групп» и на ООО «Сохра»).
Указом президента Украины Владимира Зеленского от 19 октября 2022 Зайцев, «Сохра», «Бремино групп» находятся под санкциями Украины. В июле 2023 года санкции против ООО «Сохра» ввела Новая Зеландия.
В ноябре 2023 года европейский суд отказался снимать санкции ЕС с Зайцева и «Бремино Групп».

### Обход санкций
Согласно журналистскому расследованию «Беларусского расследовательского центра», после введения санкций ЕС и США против «Бремино групп» часть её имущества была записана на компанию «АЛИС МА», основанную ксендзом Игорем Лашуком. Впоследствии Лашук присутствовал на церемонии награждения Зайцева в декабре 2022 года папским рыцарским Орденом Святого Григория Великого за заслуги перед костёлом.